# サン・ドルリーゴ・デッラ・ヴァッレ
サン・ドルリーゴ・デッラ・ヴァッレ（伊: San Dorligo della Valle ; スロベニア語: Dolina ドリーナ）は、イタリア共和国フリウリ＝ヴェネツィア・ジュリア州トリエステ県にある、人口約5,700人の基礎自治体（コムーネ）。

## 名称
町はスロベニア語の名として「ドリーナ」（「谷」を意味する）を持つ。第一次世界大戦後、この町はイタリア王国に編入されたが、当初しばらくは「ドリーナ」が正式名称であった。1923年、イタリア化政策によって町名が「サン・ドルリーゴ・デッラ・ヴァッレ」に改められた。
2003年、中心集落の名の正式名称として「ドリーナ」を復活させている。ただし、コムーネの名は従来どおり「サン・ドルリーゴ・デッラ・ヴァッレ」のままである。

## 地理

### 位置・広がり
トリエステ県東南端のコムーネで、南および東がスロベニアとの国境にあたる。コムーネの中心集落であるドリーナは、県都・州都であるトリエステ中心部の南東約8km、コペルの北東約12km、リエカの北西約55kmに位置する。

#### 隣接コムーネ
隣接するコムーネ、およびそれに相当する行政区画は以下の通り。括弧内のSLOはスロベニア領を示す。
- セジャーナ (SLO) - 北東
- フルペリェ＝コジナ (SLO) - 東
- コペル (SLO) - 南
- ムッジャ - 西
- トリエステ - 北西

セジャーナはセザーナ(Sesana)、フルペリェ＝コジナはエルペッレ＝コジーナ(Erpelle-Cosina) 、コペルはカポディストリア(Capodistria) のイタリア語名を持つ。

### 地勢
標高300mほどのクラス台地（カルスト台地）が海に迫る。町の大部分は台地の下にあるが、台地上に暮らす住人もいる。気候は穏やかな地中海性気候であるが、秋から冬にかけて、冷たく激しい局地風であるボーラに見舞われることもある。
- ロサンドラ渓谷
- ロサンドラ渓谷
- Bagnoli

### 気候分類・地震分類
サン・ドルリーゴ・デッラ・ヴァッレにおけるイタリアの気候分類 (it) および度日は、zona E, 2282 GGである。
また、イタリアの地震リスク階級 (it) では、zona 3 (sismicità bassa) に分類される。

## 歴史
18世紀半ば以降、この地はハプスブルク君主国の統治下に置かれた。1813年から1918年にかけて、サン・ドロリーゴ周辺地域はオーストリア領キュステンラントを構成するイストリア辺境伯国の一部であった。人口の大多数はスロベニア語の話者であった。
第一次世界大戦後、イタリア王国に編入され、ヴェネツィア・ジュリアの一部になった。
第二次世界大戦後の1945年、ユーゴスラビア人民軍が短い間占領したが、その後アメリカ・イギリス連合軍の占領下に置かれた。1947年のパリ条約により国際連合管轄のトリエステ自由地域A地域（連合軍地区）の一部となった。1954年、イタリア領に復帰した。

## 社会

### 民族
1971年の国勢調査によると、住民の70.5%はスロベニア系であった。憲法により、コムーネの活動ではイタリア語とスロベニア語に同様の権利が保証されている。

## 行政

### 分離集落
コムーネの憲章（Statuto）によれば、サン・ドルリーゴ・デッラ・ヴァッレのコムーネは、以下の分離集落（frazione）及び集落（località）から構成される。憲章にイタリア語・スロベニア語の地名が併記されている場合、イタリア語名 / スロベニア語名 の順に表記している。
| - Bagnoli della Rosandra / Boljunec - Bagnoli Superiore / Gornji konec - Bottazzo / Botač - Caresana / Mačkolje - Crociata / Križpot - Crogole / Kroglje - Domio / Domjo - Draga - Francovez / Frankovec - Grozzana / Gročana - Hervati / Hrvati - Lacotisce / Lakotišče - Log | - Mattonaia / Krmenka - Moccò / Zabrežec - Monte d'Oro / Mont - Pesek - Prebenico / Prebeneg - Puglie / Pulje - Dolina - San Giuseppe della Chiusa / Ricmanje - Sant'Antonio in Bosco / Boršt - San Lorenzo / Jezero - Aquilinia / Žavlje - Zona Industriale / Industrijska cona |

## 交通

### 道路
国道
- SS202 (it:Strada statale 202 Triestina)
- SR14 (it:Strada statale 14 della Venezia Giulia)

トリエステ港を起点とする国道 SS202 は、コムーネ内で大きくUの字を描いて台地上に登り、再び西北へと向かう。サン・ルドリーゴのコムーネにおける国境越えのポイントとしては、地方道SR14が越える東部のペセク（Pesek）や、南部のクロチャータ・ディ・プレベニコ（Crociata di Prebenico）が知られる。